# Bulbasaurus phylloxyron
Bulbasaurus (il cui nome significa "lucertola bulbosa") è un genere estinto di dicynodonte vissuto nel Permiano superiore (Lopingiano), in quella che oggi è il Sudafrica. Il genere contiene una sola specie ossia B. phylloxyron.
Originariamente, era considerato una specie di Tropidostoma, ma a seguito di nuove analisi oggi è considerato un genere e una specie a sé stante, oltre ad essere considerata la più antica specie conosciuto della famiglia dei Geikiidae.
Il nome del genere, Bulbasaurus, non deriva dal Pokémon Bulbasaur, ma deriva dalla parola latina bulbos in riferimento al suo muso, insolitamente grande e a patata, sebbene uno dei descrittori abbia aggiunto che le "somiglianze tra questa specie e alcuni altri tozzi, quadrupedi con le zanne potrebbe non essere del tutto casuale".
Si tratta, inoltre, dell'unico geikiide conosciuto dal Tropidostoma Assemblage Zone.